# Babyalarm
En babyalarm kan skabe forbindelse imellem babyen og dens forældre og / eller værge når babyen f.eks. er placeret i sin barnevogn. Det kunne også være placering i et andet rum. En babyalarm er i dag et stykke avanceret udstyr, som fås både med audio- og video-overvågning. De kan ligeledes være udstyret med temperaturmåler.
I dag er den private forbrugers babyalarm normalvis trådløs. Den ene form for trådløs enhed er via bluetoothen anden er via Wifi-netværk.
Børnehuse benytter både trådløse babyalarmer og fastinstallerede babyalarmer. En fastinstalleret babyalarm er forbundet via kabling. Nogle af dem har samtalefunktion.

## Eksterne kilder og henvisninger
- Politiken om babyalarmer Arkiveret 15. juni 2012 hos  Wayback Machine
- Videnskab.dk om stråling fra trådløse alarmer.

| Elektronik | Spire Denne artikel om elektronik er en spire som bør udbygges. Du er velkommen til at hjælpe Wikipedia ved at udvide den. |